# كونور كيوزاك
كونور كيوزاك (بالإنجليزية: Conor Cusack)‏ هو لاعب قذف أيرلندي، ولد في 16 يناير 1979 في كورك في جمهورية أيرلندا.